# (21515) Gavini
(21515) Gavini (1998 KR50) – planetoida z pasa głównego asteroid okrążająca Słońce w ciągu 4,44 lat w średniej odległości 2,7 j.a. Odkryta 23 maja 1998 roku.